# North Holm of Burravoe

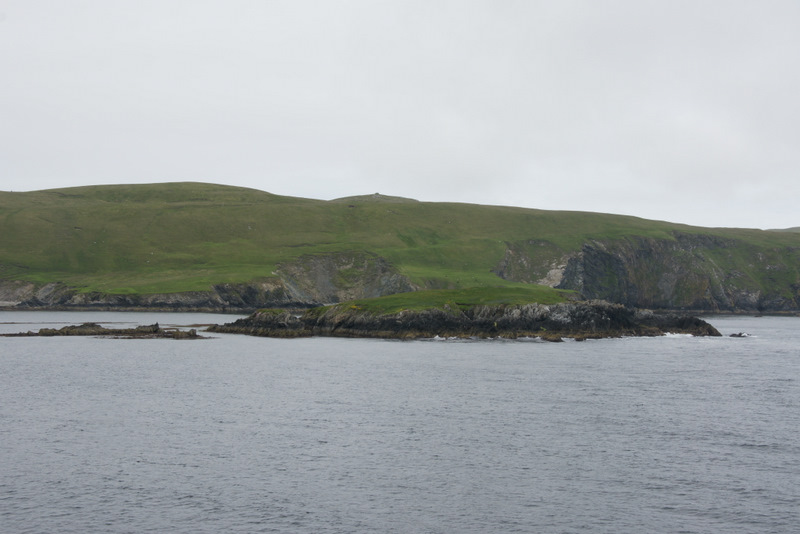
Die Insel von Osten

North Holm of Burravoe ist eine Insel (Holm) im Yell Sound, etwa 300 Meter vor der Ostküste der Halbinsel North Roe im äußersten Norden von Mainland, der Hauptinsel der zu Schottland zählenden Shetlands. Sie hat die Ausmaße von 120 auf 90 Meter und ist unbewohnt. 400 Meter im Südwesten liegt mit dem etwas kleineren South Holm of Burravoe eine weitere Insel, weitere 500 Meter dahinter öffnet sich nach Westen die Bucht Burra Voe.